# SERVIS-2
SERVIS-2 (Abkz. für Space Environment Reliability Verification Integrated System, japanisch 実証衛星2号機, Jisshō Eisei 2-gōki, dt. „Nachweissatellit Gerät Nr. 2“) ist japanischer Forschungssatelliten des Institute for Unmanned Space Experiment Free Flyer (USEF) mit einem Auftrag an die New Energy and Industrial Technology Development Organization (NEDO).

## Geschichte
Das SERVIS-Projekt wurde 1999 begonnen und dient der Evaluierung für commercial-off-the-shelf-Teile und Technologien im Weltraum. Der Vorgänger SERVIS-1 startete am 30. Oktober 2003 um 13:43:42 UTC mit einer Rockot-Trägerrakete vom Raketenstartplatz Plessezk in eine polare Umlaufbahn und arbeitete zwei Jahre lang.

## Mission
SERVIS-2 wurde am 2. Juni 2010 um 01:59 Uhr UTC ebenfalls mit einer Rockot-Trägerrakete vom Raketenstartplatz Plessezk aus gestartet. Um 3:36 Uhr UTC wurde SERVIS-2 von der Oberstufe auf der geplanten sonnensynchronen Bahn in rund 1.200 Kilometern Höhe ausgesetzt.

## Technik
Der Satellit ist etwa 2,5 m hoch. Das Energieversorgungssystem besteht aus Solarzellenflächen mit einer Spannweite von 10,2 m, welche eine elektrische Leistung von mehr als 1300 W erreichen, die sie über ein 50-V-Bus-System der Nutzlast zur Verfügung stellt. Der über 300 kg schweren Nutzlast selber stehen mehr als 500 W zur Verfügung. Der Satellit besitzt eine 3-Achsen-Stabilisierung, und die Telemetrie erfolgt mit einer Bandbreite von 2 kBit/s (USB), 256 kbps  (HSB) und 4 kbps (Command). Für die Bahnregelung stehen 1-Newton-Hydrazin-Triebwerke zur Verfügung. Die Bodenkontrolle erfolgt vom USEF Space Operations Center (USOC) genannten Kontrollzentrum in Tokio mithilfe des JAXA Ground Stations Network.
Neben den zu testenden Systemen befanden sich auch kommerzielle Elektronikteile zur Evaluation für den Weltraumeinsatz an Bord:
|             | SERVIS-2                     |
| ----------- | ---------------------------- |
| SRAM        | 4 MBit, 8 MBit               |
| DRAM        | 256 MBit, 512 MBit           |
| SOI SRAM    | 128 KBit im 0,18-µm-Prozesss |
| FlashMemory | NOR 128 MBit                 |
| FPGA        | SRAM-Typ, EEPROM-Typ         |

### Experimentalsysteme an Bord von SERVIS-2
Neun Experimentalsysteme wurden an Bord von SERVIS-2 mitgeführt.
| Abkürzung | Name                                                            |
| --------- | --------------------------------------------------------------- |
| LIBA      | Lithium-Ion (Mn type) Battery system with Automotive Technology |
| ADMS      | High Assurance Data Management System                           |
| CRAFT     | Fault-Tolerant Computer with CRAFT System                       |
| PPRTU     | Plug-and-Play Remote Terminal Unit                              |
| HPDC      | High Performance Data Compressor                                |
| APE       | Advanced Positioning Experimental Module                        |
| ASM       | Advanced Satellite Structure Experimental Module                |
| MBW       | Magnetic Bearing Wheel                                          |
| MEMS      | RF-MEMS Experiment Unit                                         |